# Kozlovkai járás
A Kozlovkai járás (oroszul Козловский район, csuvas nyelven Куславкка районĕ) Oroszország egyik járása Csuvasföldön. Székhelye Kozlovka.

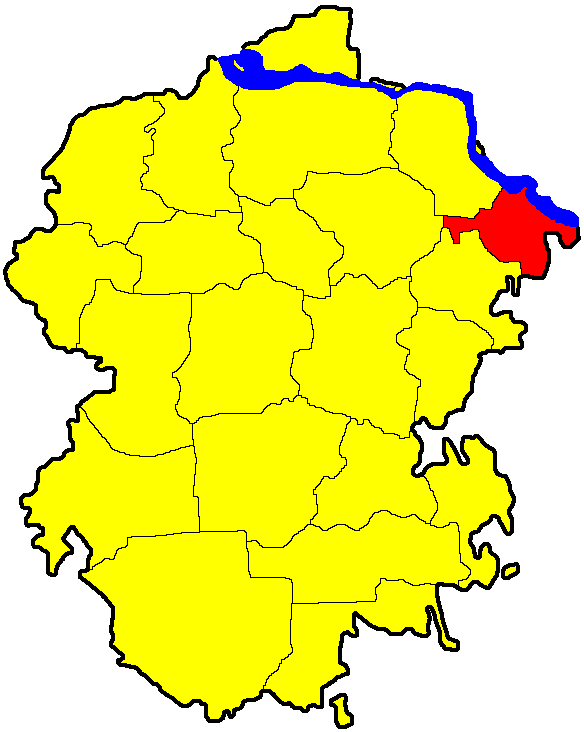
A Kozlovkai járás Csuvasföldön

## Népesség
- 1989-ben 27 141 lakosa volt.
- 2002-ben 26 388 lakosa volt, melynek 70%-a csuvas, 22%-a orosz, 7%-a tatár.
- 2010-ben 21 649 lakosa volt.